# Staring at the Sea: The Images
Staring At The Sea - The Images est une compilation de clips du groupe The Cure sorti en VHS le 6 mai 1986. Elle sortira également en laserdisc.
Cette VHS paraît en même temps que la compilation sur disque Standing on a Beach.
Elle regroupe tous les clips du groupe depuis leur début jusqu'en 1986. Les titres Killing an Arab, Boys Don't Cry et Jumping Someone Else's Train n'étant pas accompagnés de clips à l'origine, des vidéos sont réalisées pour l'occasion par Tim Pope.
Entre les clips s'intercalent de courts documents vidéos rares, parfois filmés par les membres du groupe eux-mêmes où on les voit par exemple en répétition, dans un bus lors d'une tournée... 

## Liste des clips
Tous les clips sont réalisés par Tim Pope sauf mentions.
1. Killing an Arab
2. 10:15 Saturday Night (réalisé par Piers Bedford)
3. Boys Don't Cry
4. Jumping Someone Else's Train
5. A Forest (réalisé par David Hillier)
6. Play for Today (réalisé par David Hillier)
7. Primary (réalisé par Bob Rickerd)
8. Other Voices (réalisé par Bob Rickerd)
9. Charlotte Sometimes (réalisé par Mike Mansfield)
10. The Hanging Garden (réalisé par Chris Gabrin)
11. Let's Go to Bed
12. The Walk
13. The Lovecats
14. The Caterpillar
15. In Between Days
16. Close to Me
17. A Night Like This

## Certification
Staring at the Sea: The Images est certifiée vidéo de platine aux États-Unis en septembre 1989 pour 100 000 exemplaires vendus.  